# آران‌ال‌بی لوئیزا هارت‌ول (اوان ۴۹۵)
آران‌ال‌بی لوئیزا هارت‌ول (اوان ۴۹۵) (به انگلیسی: RNLB Louisa Heartwell (ON 495)) یک کشتی بود که طول آن ۳۸ فوت ۰ اینچ (۱۱٫۵۸ متر) بود. این کشتی  در سال ۱۹۰۲ ساخته شد.